# Робово (община Босилово)
Вижте пояснителната страница за други значения на Робово.
Робово (на македонска литературна норма: Робово) е село в община Босилово на Северна Македония.

## География
Селото е разположено в Струмишката котловина източно от град Струмица.

## История
Селото се споменава с днешното си име Робово в грамота на Иван и Константин Драгаш, датирана около 1378 година.
През XIX век Робово е чисто българско село. През 1860 година Арсени Костенцев разкрива в селото в дома на местния родолюбец Мицо Караджата новобългарско училище, първото в Струмишка кааза. Събират се 45 деца от селото и селата Дабиля, Съчево, Муртино, Моноспитово, Банско и няколко от град Струмица. По инициатива на Мицо Караджата в същата година започват да се събират пари за изграждане на местната църква „Възнесение Господне“, завършена в 1864 година. През ноември 1862 година селяните от Робово, начело с Мицо Караджата и Арсени Костенцев изхвърлят от Робово владиката Йеротей Струмишки. В „Етнография на вилаетите Адрианопол, Монастир и Салоника“, издадена в Константинопол в 1878 година и отразяваща статистиката на населението от 1873 година, Робово (Robovo) е посочено като село с 60 домакинства, като жителите му са 213 българи. Според статистиката на Васил Кънчов („Македония. Етнография и статистика“) от 1900 г. селото е населявано от 240 жители, всички българи християни.
В началото на XX век цялото село е под върховенството на Българската екзархия. По данни на секретаря на екзархията Димитър Мишев („La Macédoine et sa Population Chrétienne“) през 1905 година в Рабово има 240 българи екзархисти. Там функционира българско начално училище.
При избухването на Балканската война през 1912 година двама души от селото са доброволци в Македоно-одринското опълчение.
Традиционен празник на селото, както отбелязва Христо Вакарелски през 1943 година, е денят на свети Константин и света Елена.
Според преброяването от 2002 година селото има 576 жители.
| Националност | Всичко |
| македонци    | 574    |
| албанци      | 0      |
| турци        | 0      |
| роми         | 0      |
| власи        | 0      |
| сърби        | 1      |
| бошняци      | 0      |
| други        | 1      |

## Личности
Родени в Робово
- Васил Петров Испиров, български свещеник и революционер от ВМРО[11][12]
- Васе Манчев (р. 1949), писател от Северна Македония
- Гоно Манчев (1883 – 1927), български революционер
- Милко Витанов, български революционер, ръководител на местния комитет на ВМОРО.[13]
- Стоян Георгиев (Георгев) (о. 1893 – ?), македоно-одрински опълченец, 2-ра отделна партизанска рота (на Христо Чернопеев)[14]
- Тано Дончев – Генерала (? – 1930), български революционер от ВМРО
- Тимо Пандов (около 1893 – ?), македоно-одрински опълченец, II отделение, 2-ра отделна партизанска рота (на Христо Чернопеев)[15]

Починали в Робово
- Илия Габровалиев (? – 1911), български духовник
- Първан Николов Николов, български военен деец, подпоручик, загинал през Междусъюзническа война[16]